# Belianska dolina (Vysoké Tatry)
Belianska dolina (polsky Dolina Bielańska německy Belanskotal maďarsky Belanszko völgy) je údolí mezi jihozápadním a jižními hřebeny Kriváně ve Vysokých Tatrách. Beliansky potok, pramenící na jihozápadním svahu Kriváně, protéká údolím do Bílého Váhu.

## Název
Název vyplývá z průzračnosti potoka, který pramení na svazích Kriváně a je možná sekundárně odvozen i z pojmenování Bílého Váhu. Přestože údolí zasahuje až pod samotný Kriváň, název Belianska dolina se používá většinou jen pro nejnižší partie údolí, zatímco horní část, uzavřená rameny Kriváně, je všeobecně známá jako Velký žlab.

## Turistika
Belianska dolina je přístupná značeným chodníkem z Podbanského, Troch studničiek a ze Štrbského Plesa – túra na Kriváň.